# Vamp
Vamp je izraz koji se koristi za opis lika lijepe, tajanstvene, zavodljive, ali amoralne žene koja koristi svoje zavodničke sposobnosti kako bi iskoristila i uništila muškarce, najčešće one koji se smatraju "stupovima društva". Često se taj izraz koristi kao sinonim izraza fatalna žena, ali se vampovi od šireg pojma razlikuju svojom perverzijom, proračunatošću i okrutnošću. Sam naziv dolazi od riječi vampir, te se takve žene često uspoređuju s vampirima koji "isisavaju" život od svojih žrtava. 
Vamp je kao fikcijski arhetip uživao posebnu popularnost u prvoj polovici 20. st. u zapadnom svijetu, a čemu je posebno doprinijela mlada filmska industrija, čija su ostvarenja 1910-ih često imala likove vamp žena. Glumica Theda Bara, jedna od prvih filmskih zvijezda, svoju je popularnost dugovala upravo nastupima u ulogama vamp žena, a njen model su slijedili Musidora i Pola Negri. Iako je popularnost takvih filmova s vremenom opala, stereotip vamp žene u popularnoj kulturi se sadržao do današnjih dana.

## Vanjske poveznice
- O dia em que as mulheres portuguesas saíram à rua  Arhivirana inačica izvorne stranice od 15. siječnja 2009. (Wayback Machine)
- Entre estereótipos, transgressões e lugares comuns: notas sobre a pornochanchada no cinema brasileiro  Arhivirana inačica izvorne stranice od 23. ožujka 2009. (Wayback Machine)